# ジャパンウィンターリーグ

ジャパンウィンターリーグのロゴ

ジャパンウィンターリーグ（Japan Winter League）は、株式会社ジャパンリーグが主催し沖縄県で開催する野球のトライアウトリーグ。

## 基本情報
- 設立：2022年
- 所在地：沖縄県
- 活動地域：日本・沖縄県
- 活動内容：野球のトライアウトリーグ
- 代表者：鷲﨑一誠
- 公式サイト：japanleague.co.jp

## 概要
株式会社ジャパンリーグが主催、企画、運営する日本初の本格的な野球のウィンターリーグ。
野球界にプロともアマとも異なる第3のコミュニティを沖縄に作り「陽の目を浴びていない選手に光を」というコンセプトで運営を行っている。
2022年6月14日に行われた記者会見で鷲崎一誠代表は「不運なけがやちょっとしたタイミングでチャンスを潰して、野球で活躍するきっかけをなくしたという選手は数多くいると思っています。そういった選手に真剣勝負で野球をする場所を提供したい」とコメントしている。
同ウィンターリーグでは、ゼネラルマネージャーに沖縄県出身の大野倫、アンバサダーとして斉藤和巳が就任。発足記者会見では、沖縄県出身でプロ野球福岡ソフトバンクホークスの又吉克樹投手からメッセージ動画も送られた。
2025年8月には、高校3年生を対象とした新たなリーグ「ジャパンサマーリーグ」も開催される

## 特徴
21試合分の選手の評価を定量化・数値化し、現地のみならずオンライン上でスカウティングができる新しいトライアウトの形として「リモートスカウティング」を行う。その為、MLB、NPB、独立リーグ、海外独立リーグなどの各チームの編成担当者・スカウト担当者の負担を減らすことにもつながり、参加選手の進路を広げることができるとされている。
約1カ月間21試合のリーグ戦を行うことにより、参加選手の出場機会の提供・実践をすることが出来るため、選手本来の実力を発揮できる場所を提供。普段、試合に出ていない選手が実践をすることでレベルアップにも繋がる。
レベルアッププログラムとして、参加選手のパフォーマンス向上のためにメディカル面、心理学面セルフマネジメント、データ分析などのコンテンツも用意された。

## 詳細

### 第1回
主催:株式会社ジャパンリーグ
後援:宜野湾市、浦添市、読谷村、沖縄市スポーツコミッション、一財沖縄観光コンベンションビューロー
日程:2022年11月24日(木)～12月25日(日) 
開催球場:アトムホームスタジアム宜野湾、コザしんきんスタジアム、ANA BALL PARK 浦添、オキハム読谷平和の森球場

#### 詳細
参加者は、高校生・大学生・社会人独立リーグから66名が参加し、海外選手も7名参加。1日目に体力測定、2日目に練習を行い参加者のデータ収集とチーム分けを行う。その後、4チーム(読谷ThreeString /琉球 Blaze/宜野湾Wings/浦添Suns)に分かれて全21試合(19試合リーグ戦・2試合プレーオフ)が行われた。優勝チームは読谷Three Strings。
試合はYouTubeにてライブ配信された。
スカウティングとしては、MLB、NPB球団を含む国内外、プロアマ問わず31チームが参加。36名の選手がスカウティングされ、そのうち10名が欧州プロ野球や国内独立リーグなどと契約に至った。
期間中には、野球に携わるトレーナー・アナリスト・アナウンスの実践の場としても提供され、計測機器メーカーにインターン派遣が決まったアナリストも存在する。
期間中のイベントとして、12月8日にももいろクローバーZの高城れにがゲストとして参加し、始球式などを務めた。他にも中学生を対象とし、データ計測会や興南高校によるチアリーディング披露、日本プロ野球選手会主催のキャッチボールクラシックや野球教室、音楽ライブやキッチンカーなど、様々なイベントが開催された。
観客動員こそ延べ1500人と低調に終わったものの、スポンサー料や県からの補助金により、運営自体は黒字だった。

### 第2回
主催:株式会社ジャパンリーグ
トライアウトを目的とした、「JAPAN WINTER LEAGUE TRYOUT」とプロや社会人の実践練習を目的とした「JAPAN WINTER LEAGUE ADVANCE」の二つに分けられて開催された。

#### JAPAN WINTER LEAGUE TRYOUT
日程:11月25日(土)～12月24日(日)
会場:コザしんきんスタジアム
対象:プロを目指す、15歳以上の野球経験者

#### JAPAN WINTER LEAGUE ADVANCE
日程:11月23日(木・祝)～12月17日(日)
会場:宜野湾市立野球場、ANABALLPARK浦添
対象:NPBの育成選手、CPBL所属選手、海外のプロリーグ所属選手、日本国内の独立リーグ所属選手、JABA所属チーム・企業の選手

### 第3回
主催:株式会社ジャパンリーグ
トライアウトを目的とした、「JAPAN WINTER LEAGUE TRYOUT」とプロや社会人の実践練習を目的とした「JAPAN WINTER LEAGUE ADVANCE」の二つに分けられて開催された。NPB球団としては初めて埼玉西武ライオンズが育成選手とコーチングスタッフを派遣し、NPBによる公式参加が実現した。
追随して、東北楽天ゴールデンイーグルス・横浜DeNAベイスターズからも選手が派遣された。

#### JAPAN WINTER LEAGUE TRYOUT
対象:プロを目指す、15歳以上の野球経験者

#### JAPAN WINTER LEAGUE ADVANCE
日程:11月23日(土)～12月19日(木)
対象:NPBの育成選手、CPBL所属選手、海外のプロリーグ所属選手、日本国内の独立リーグ所属選手、JABA所属チーム・企業の選手
会場:コザしんきんスタジアム

### 第4回（2025年予定）
- 開催予定：2025年11月下旬～12月下旬
- 会場：TRYOUT（嘉手納野球場） / ADVANCE（こざしんきんスタジアム）
- 構成：TRYOUT / ADVANCE（例年通り）
- 公式募集開始：2025年7月1日より受付中[9]

前年までの形式を継承しつつ、参加対象の幅をさらに広げる予定。公式サイト・SNS等を通じてエントリー受付が行われており、海外からの参加希望者も含めて広く募集されている。